# 李甘來
李甘來（16世紀—17世紀），原名李之郢，字季子，湖廣黃州府蘄州廣濟縣人，明朝軍事人物。

## 生平
李甘來是嘉靖四十年鄉試副榜第一、貢生、瀘州知州李觀之子，萬曆三十一年（1603年）中武舉人，次年（1604年）聯捷武進士，擔任岳州守備；其時洞庭湖有盜賊千人為禍人民，前任守備受賄容忍，他到任後假裝接受賄賂，某天他前往賊營和其首領飲酒，約為兄弟，同時埋伏壯士在對方飲醉後綁起，帶來官兵搗毀巢穴。四十五年（1617年）以功陞為浙江右營游擊，曾於山海關告警時負責用十萬兩製造軍械，天啟二年（1622年）改任陜西慶陽參將總督中軍，同年改補湖廣鎮筸鎮參將，惟在次年（1623年）遭巡按浙江御史張素養彈劾失職而告歸。

## 引用
1. 1 2  同治《廣濟縣志·卷七·人物志》：李甘來，字季子，父觀，四川瀘州知州。原名之郢，諸生，更名甘來，癸卯中式武舉，甲辰成進士。授岳州守備，洞庭湖有巨盜千人為民害，先是備兵者受賂容隱；甘來至，盜以賂進，受之且厚賜，盜大喜。一日甘來至其營，解衣痛飲，約為兄弟，翼目邀盜飲，預伏壯士；甘來酒盡數石，盜魁皆沉醉，伏起羣盜盡縳，請官兵即搗其巢，盜平。以功陞浙江游擊，山海關告警，詔浙江發帑十萬兩造軍械，剋期解兵部，浙撫命甘來任其事，事畢以疾予告歸。 同上（辛未縣志）
2. ↑  《明神宗顯皇帝實錄·卷五百六十》：（萬曆四十五年八月甲辰）……湖廣洞庭守備李甘來為浙江右營遊擊。
3. ↑  《明熹宗悊皇帝實錄·卷二十一》：（天啟二年四月己卯）……浙江掌印都司李甘來為陜西慶陽參將總督中軍……
4. ↑  《明熹宗悊皇帝實錄·卷二十六》：（天啟二年九月丙申）……新推陜西慶陽參將李甘來改補湖廣鎮筸參將……
5. ↑  《明熹宗悊皇帝實錄·卷三十三》：（天啟三年四月戊子）革原任浙江總鎮坐營孫錫爵及陞任浙江都司李甘來職，永不敘用，仍將錫爵提問追贓，以巡按浙江張素養劾其貪縱不職也。